# Zadra (berg- och dalbana)
Zadra är en berg- och dalbana i stål och trä som hade premiär 22 augusti 2019 på nöjesfältet Energylandia i Zator, Polen.
Den är konstruerad av Rocky Mountain Construction i samarbete med Vekoma och består av I-Box Track, ett spår av stål som ligger på en träkonstruktion. Den är strax över 63 meter hög och har en vertikal lutning på 90 grader som ger tågen en toppfart på 121 km/h. Det tar 110 sekunder att åka den 1316 meter långa banan som har tre inversioner, det vill säga tillfällen när tågen åker helt upp och ner.
Natten mellan den 10 och 11 mars 2019 förstördes delar av den ofärdiga träkonstruktionen på grund av starka vindar. Trots detta öppnade attraktionen redan i slutet av 2019 års säsong, flera månader innan den planerade premiären året därpå.

## Bilder

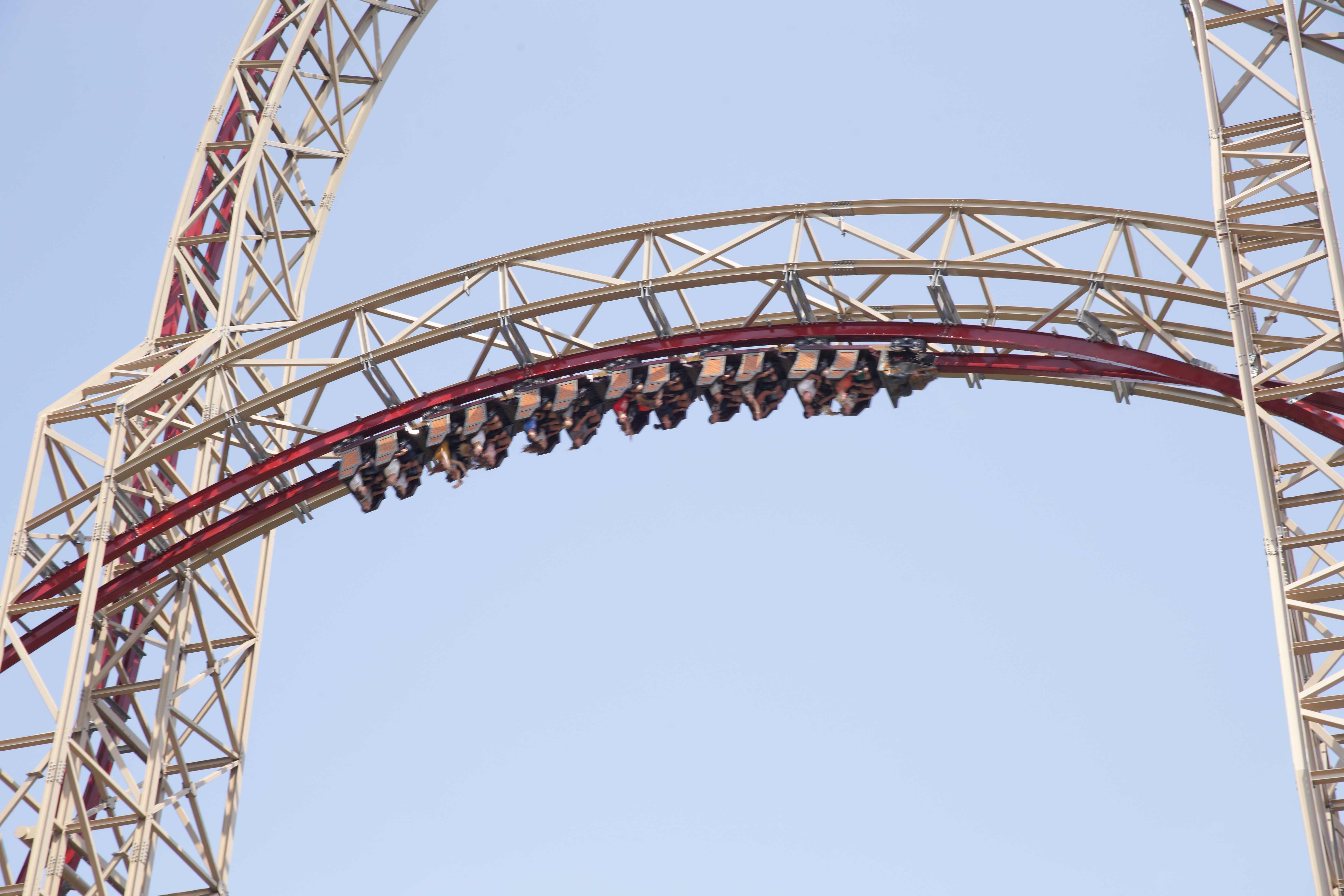
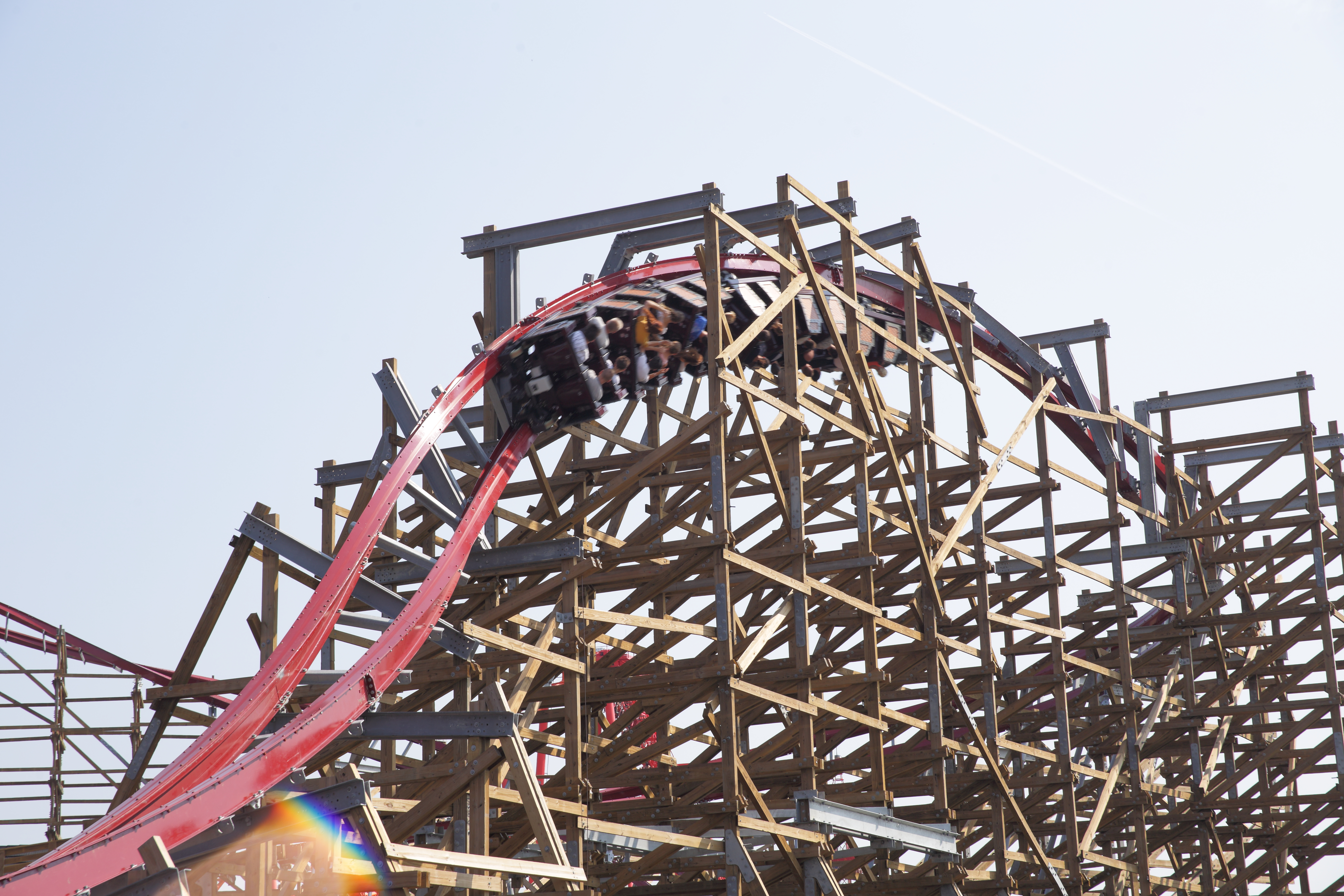
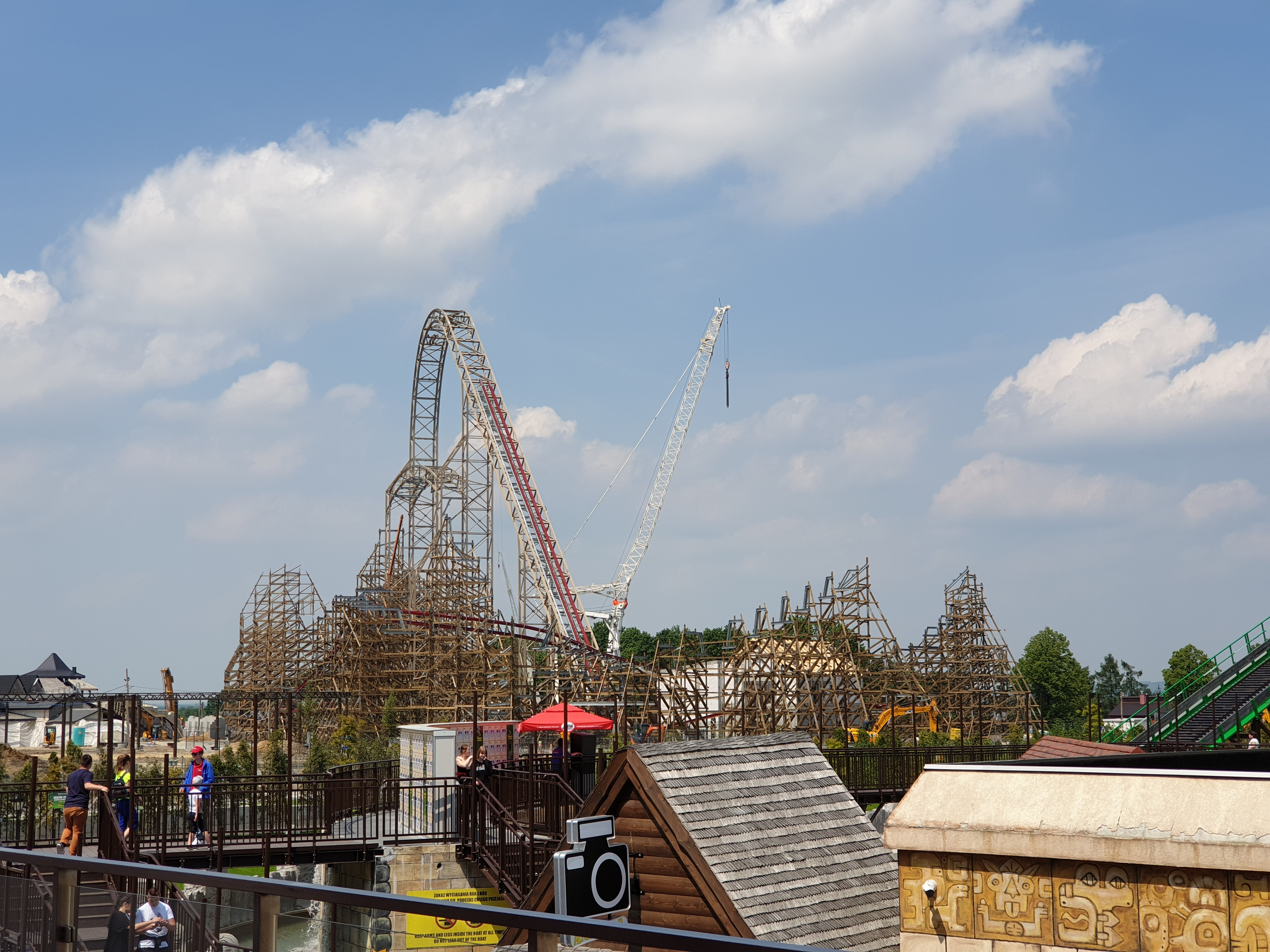
Under konstruktion, maj 2019